# Phthiracarus inexpectatus
Phthiracarus inexpectatus är en kvalsterart som beskrevs av Wojciech Niedbała 1983. Phthiracarus inexpectatus ingår i släktet Phthiracarus och familjen Phthiracaridae. Inga underarter finns listade i Catalogue of Life.